# تحت‌الحمایه زار
تحت‌الحمایه زار (آلمانی: Saarprotektorat) یا سارلند یک کشور تحت الحمایه فرانسه بود که پس از شکست آلمان در جنگ جهانی دوم از آلمان جدا شد و توسط جمهوری چهارم فرانسه اداره می‌شد. با پیوستن مجدد به جمهوری فدرال آلمان (آلمان غربی) در سال ۱۹۵۷، این کشور به کوچکترین «ایالت فدرال» (بوندسلند)، تبدیل شد، نام این کشور از رودخانه سار گرفته شده‌است.
منطقه اطراف رودخانه سار و دره‌های فرعی آن از نظر جغرافیایی چین خورده، غنی از مواد معدنی، از نظر قومی آلمانی، از نظر اقتصادی مهم و به شدت صنعتی است. این کشور دارای زیرساخت‌های حمل و نقل به خوبی توسعه یافته بود و یکی از مراکز انقلاب صنعتی در آلمان بود. در حدود سال ۱۹۰۰، این منطقه سومین منطقه بزرگ صنعت زغال سنگ، آهن و فولاد در آلمان را تشکیل داد (پس از منطقه روهر و حوزه زغال سنگ سیلزی بالا). از سال ۱۹۲۰ تا ۱۹۳۵، در نتیجه جنگ جهانی اول، این منطقه تحت کنترل جامعه ملل به عنوان قلمرو حوضه سار بود.
از نظر جغرافیایی، تحت الحمایه زار با ایالت فعلی زارلند آلمان (که پس از الحاق آن به آلمان غربی در ۱ ژانویه ۱۹۵۷ تأسیس شد) مطابقت داشت. سیاست خلع سلاح صنعتی و پراکنده کردن کارگران صنعتی پس از جنگ تا سال ۱۹۵۱ رسماً توسط متفقین دنبال شد و منطقه در سال ۱۹۴۶ تحت کنترل فرانسه قرار گرفت. فشارهای جنگ سرد بر آلمان باعث صنعتی شدن مجدد آن شد.

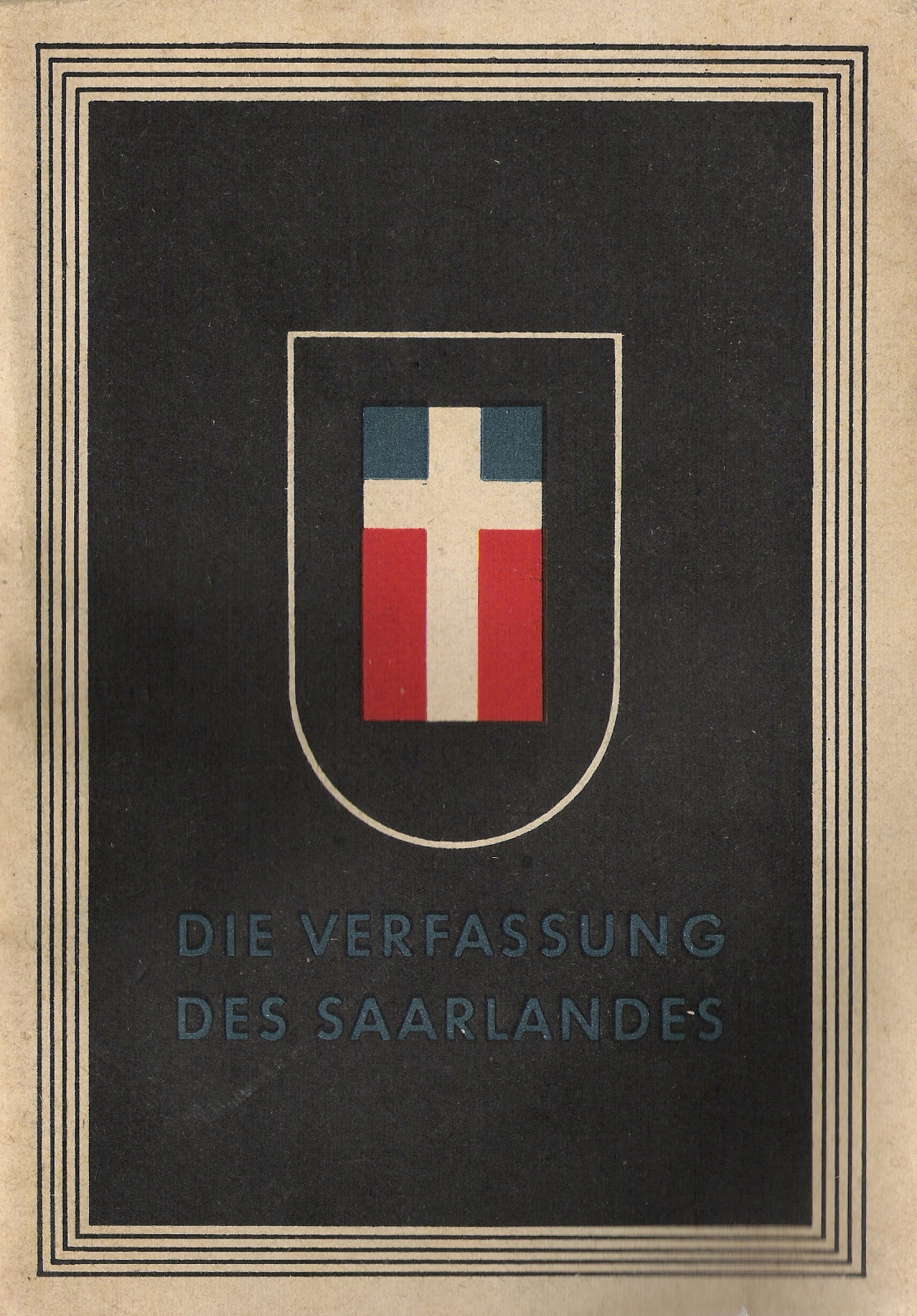
قانون اساسی زارلند

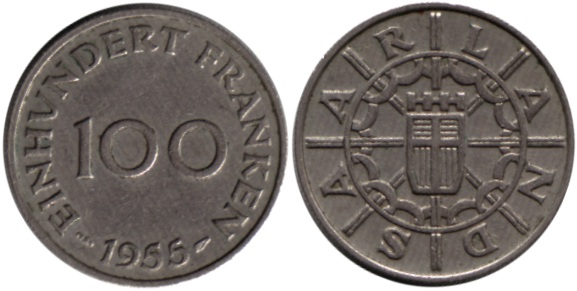
فرانک سار